# Ted Bundy

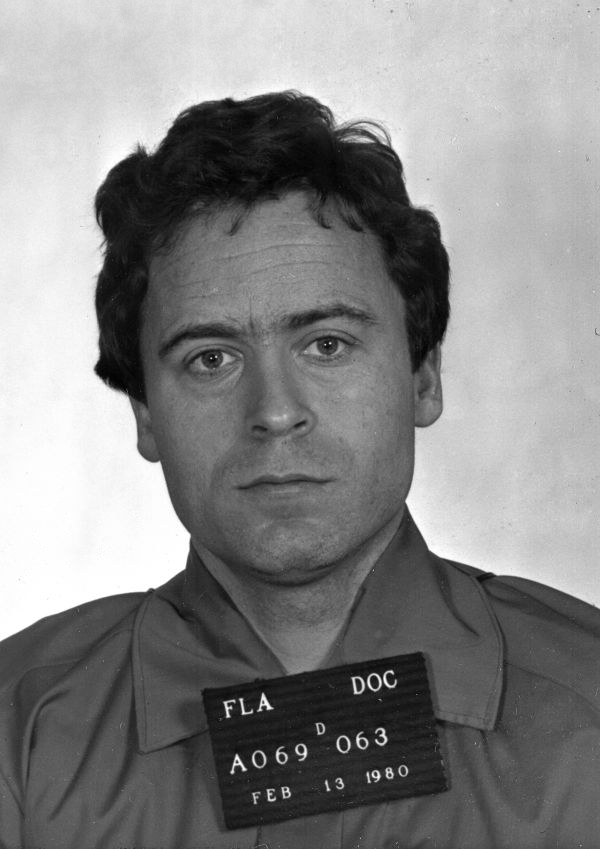
Ted Bundy (1980)

Theodore Robert „Ted“ Bundy (geborener Cowell; * 24. November 1946 in Burlington, Vermont; † 24. Januar 1989 in Raiford, Florida) war ein US-amerikanischer Serienmörder und Sexualstraftäter, der zwischen 1974 und 1978 mindestens 30 junge Frauen und Mädchen in den Bundesstaaten Washington, Utah, Colorado, Oregon, Idaho und Florida tötete. Nach seiner endgültigen Festnahme wurde er zum Tode verurteilt und im Florida State Prison auf dem elektrischen Stuhl hingerichtet. Er ist weltweit einer der bekanntesten Serienmörder, insbesondere aufgrund einer umfassenden medialen Begleitung seines Falls sowie zahlreicher posthumer Verfilmungen und künstlerischer Verarbeitungen.

## Leben

### Kindheit und Jugend
Bundys Mutter Louise Cowell (1924–2012) brachte ihren Sohn am 24. November 1946 in einem Heim für unverheiratete Mütter in Burlington im US-Bundesstaat Vermont zur Welt. Nach ihrer Aussage sei der Vater ihres Sohnes ein Kriegsveteran namens Jack Worthington gewesen, den Bundy jedoch nie kennenlernte. Die folgenden vier Jahre lebten Bundy und seine Mutter bei seinen streng methodistischen Großeltern Samuel und Eleanor Cowell in Philadelphia. Um zur damaligen Zeit nicht durch ein uneheliches Kind in der Familie stigmatisiert zu werden, gaben sich Samuel und Eleanor Cowell als die leiblichen Eltern ihres Enkels aus, und so wuchs Bundy zunächst in dem Glauben auf, dass seine Mutter seine Schwester sei. Erst Jahre später konnte er seiner Geburtsurkunde die wahre Identität seiner vermeintlichen Schwester entnehmen; sein Vater wurde in dem Dokument als „unbekannt“ angegeben. Samuel Cowell galt als verbitterter Rassist, der Frauen schlug und Tiere quälte; rückblickend wurde er von seinem Enkel jedoch verklärt. Später gab es Spekulationen, dass Bundys Großvater tatsächlich sein leiblicher Vater gewesen sein könnte. Im Alter von drei Jahren wurde Bundy zum ersten Mal verhaltensauffällig, als er seiner schlafenden fünfzehnjährigen Tante mehrere Fleischermesser ins Bett legte und grinste, als sie erschrocken erwachte.
1950 zog Louise Cowell mit ihrem Sohn zu Verwandten nach Tacoma im US-Bundesstaat Washington. Bald darauf lernte sie John Bundy kennen, den sie im Mai 1951 heiratete und der Ted adoptierte. Das Paar bekam vier gemeinsame Kinder: Linda (* 1952), Glenn (* 1954), Sandra (* 1956) und Richard (* 1961). Das Verhältnis zu seinem Adoptivvater wurde zunehmend von Spannungen geprägt, und Ted lehnte es schließlich ab, John als seinen Vater zu bezeichnen.
Bundy besuchte die Woodrow Wilson Highschool in Tacoma und war ein guter Schüler, zugleich aber auch ein Einzelgänger, der durch sein unberechenbares Temperament auffiel und wenig Interesse an Verabredungen mit Mädchen zeigte. Zu seiner großen Enttäuschung wurde er weder in die Basketball- noch in die Baseballmannschaft seiner Schule aufgenommen. Stattdessen begann er, Ski zu fahren, stahl sich die dazu nötige Ausrüstung zusammen und fälschte Skipässe.

### Universitätsjahre und politisches Engagement
Nach seinem Schulabschluss im Jahr 1965 studierte er ein Jahr lang an der University of Puget Sound, bevor er 1966 an die University of Washington in Seattle wechselte, um Asienwissenschaften zu studieren. Zusätzlich belegte er einen Chinesisch-Intensivkurs an der Stanford University; seine Leistungen fielen jedoch bald hinter die der anderen Studenten zurück. Kurzzeitig belegte er Kurse in Stadtplanung, war aber auch in diesem Fach nicht erfolgreich. 1967 verließ ihn seine erste Freundin, eine Kommilitonin, weil sie ihn für „unreif“ hielt.
1968 brach er sein Studium an der University of Washington ab und belegte ein Semester an der Temple University in Philadelphia. Im Herbst 1969 kehrte er nach Washington zurück, wo er eine Beziehung mit Elizabeth Kloepfer einging und sich abermals an der University of Washington einschrieb, dieses Mal im Fach Psychologie. Nebenbei arbeitete er halbtags bei einer Suizid-Hotline. Er engagierte sich für die erfolgreiche Wiederwahlkampagne des republikanischen Politikers Daniel J. Evans zum Gouverneur von Washington und wirkte als Mitglied der Kriminalkommission von Seattle an einem Gesetzesentwurf zum Verbot des Trampens mit. 1972 schloss er sein Psychologie-Studium ab. Anschließend belegte er einige Jura-Kurse an der University of Puget Sound, bevor er an die juristische Fakultät der University of Utah wechselte und zum Mormonentum konvertierte.

### Beginn der Mordserie in Washington und Oregon
Es ist ungewiss, wann Bundy seine Mordserie begann, da er widersprüchliche Angaben machte. Zu den am weitesten zurückliegenden Taten, die er gestand, gehört der Mord an einer unbekannten Anhalterin im Mai 1973 in Olympia. 1974 häuften sich die Vermisstenfälle junger Frauen im US-Bundesstaat Washington. Die 21-jährige Lynda Healy war die Erste, die verschwand. Am 31. Januar 1974 war Bundy in ihr Studentenwohnheim in Seattle eingedrungen und hatte sie aus ihrem Zimmer entführt. Er fuhr mit ihr zum Taylor Mountain, wo er sie vergewaltigte und tötete. Am 12. März 1974 verschwand die 19-jährige Donna Manson auf dem Weg zu einem Konzert, doch die Polizei brachte ihr Verschwinden nicht mit dem von Healy in Zusammenhang.

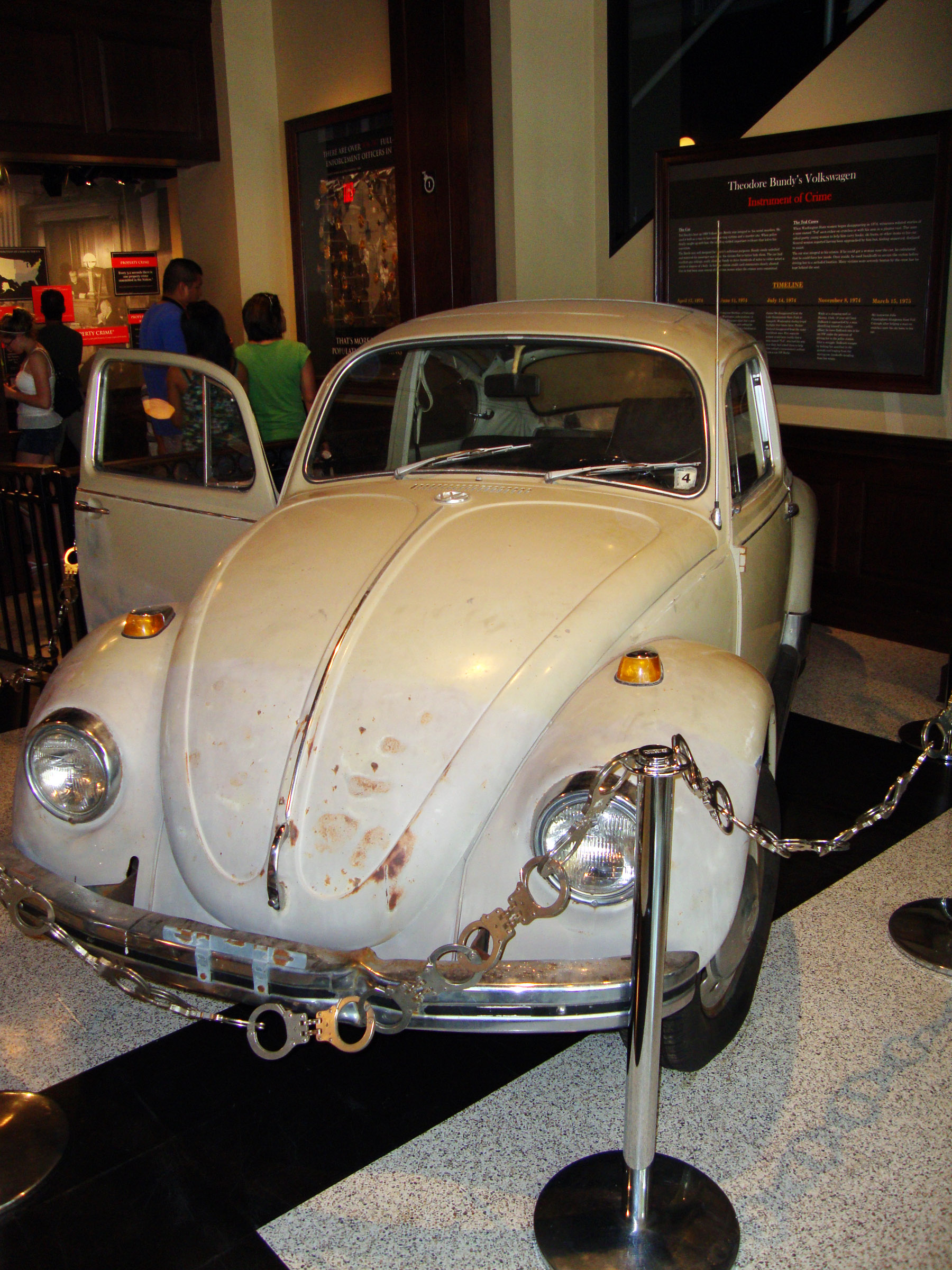
Bundys VW Käfer, in dem er seine Opfer mitnahm.

Am 17. April 1974 verschwand die 18 Jahre alte Susan Rancourt auf dem Weg zu einer Filmvorführung in Ellensburg. Später meldete sich eine Zeugin bei der Polizei und berichtete, ihr sei drei Tage zuvor ein Mann mit einem verbundenen Arm am Eingang zur Bibliothek von Ellenburgs Central Washington State College begegnet, der den Anschein erweckt habe, er benötige Hilfe beim Tragen seiner Bücher. Sie hatte ihm die Bücher daraufhin zu seinem VW Käfer getragen und bemerkt, dass der Beifahrersitz des Wagens fehlte. Als der Mann sie in schroffem Ton aufgefordert hatte, in den Wagen zu steigen, war sie davongelaufen. Ein weiterer Vermisstenfall kam am 6. Mai 1974 im US-Bundesstaat Oregon hinzu, nachdem die 22-jährige Roberta Parks nicht von einem Spaziergang in Corvallis zurückgekehrt war. Am 1. Juni 1974 verschwand Brenda Ball auf dem Heimweg von einer Kneipe in Burien. Zehn Tage später verlor sich Georgann Hawkins’ Spur auf dem Weg vom Haus eines Freundes zu ihrer Studentenverbindung in Seattle. Die Seattle Times berichtete nun erstmals von einer möglichen Verbindung zum Healy-Fall. Außerdem meldeten sich Zeugen, die am Ort von Hawkins’ Verschwinden einen Mann auf Krücken beobachtet hatten, dessen Beschreibung auch auf den VW-Käfer-Besitzer mit dem verbundenen Arm passte, der am 14. April 1974 in Ellensburg gesehen worden war.
Die Polizei ermittelte in alle Richtungen, begegnete aber dem in den Medien aufkommenden Verdacht, dass ein Serienmörder am Werk sein könnte, noch mit Zurückhaltung. Dies änderte sich, als am 14. Juli 1974 am Lake Sammamish im King County gleich zwei junge Frauen, Janice Ott und Denise Naslund, verschwanden. Unter den schätzungsweise 40.000 Menschen, die den See an dem Tag besucht hatten, fanden sich mehrere Zeugen, die einen Mann mit Armschlinge beobachtet hatten, der junge Frauen angesprochen und sich als „Ted“ vorgestellt hatte. Einige der Angesprochenen berichteten, der Mann habe sie um Hilfe beim Beladen seines VW Käfers gebeten. Eine weitere Zeugin hatte Ott mit ihm mitgehen sehen. Die Polizei verfügte nun über ein Tatmuster sowie eine genaue Beschreibung des Verdächtigen und leitete die öffentliche Fahndung nach dem Volkswagen fahrenden „Ted“ ein. Aus der beunruhigten Bevölkerung gingen tausende Anrufe bei den Behörden ein, die jedem geäußerten Verdacht nachgingen. Der eingegangene Hinweis auf den politisch engagierten Jurastudenten Ted Bundy wurde dabei rasch als abwegig abgehakt.
Alle acht vermissten Frauen waren jung, attraktiv und trugen ihre langen Haare in der Mitte gescheitelt. Deshalb ging die Polizei inzwischen von einer Verbindung der Fälle aus und erkannte ein zeitliches Muster: „Ted“ suchte seine Opfer in regelmäßigen, etwa monatlichen Abständen. Doch anstelle einer von Ermittlern befürchteten diesbezüglichen neuen Nachricht im August gab es erst Anfang September 1974 die ersten Leichenfunde. In einem Waldgebiet bei Issaquah waren Jäger auf menschliche Knochen gestoßen, die mithilfe von Röntgenaufnahmen und zahnärztlichen Unterlagen Ott und Naslund zugeordnet werden konnten. Am Fundort der beiden Vermissten wurden außerdem die sterblichen Überreste einer dritten Frau entdeckt, die jedoch nicht identifiziert werden konnte. Im März 1975 wurden Leichenteile von Brenda Ball, Susan Rancourt, Roberta Parks und Lynda Healy weitläufig verstreut am Taylor Mountain in der Nähe von Issaquah gefunden.

### Fortsetzung der Mordserie in Utah
Im Herbst 1974 endete die Serie von Vermisstenfällen in Washington. Die ermittelnden Polizeibehörden gingen deshalb davon aus, dass der Mörder weitergezogen war. Tatsächlich hatte Bundy zum Herbstsemester seinen Wechsel an die University of Utah vollzogen. Am 2. Oktober 1974 verschwand in einer Vorstadt Salt Lake Citys die 16-jährige Schülerin Nancy Wilcox, die zuletzt in einem vorbeifahrenden VW Käfer gesehen wurde. Die ein Jahr ältere Melissa Smith, Tochter des Polizeichefs im nahegelegenen Midvale, verschwand am Abend des 18. Oktober 1974, nachdem sie laut Zeugen per Anhalter unterwegs gewesen war. Smiths nackte Leiche wurde zehn Tage später in einer Schlucht gefunden. Bei der Autopsie wurden ein Schädelbruch und hoher Blutverlust festgestellt. Es konnte nicht ausgeschlossen werden, dass das Opfer nach seinem Verschwinden noch bis zu einer Woche gelebt hatte. Außerdem stellte der Gerichtsmediziner fest, dass Smith vergewaltigt worden war.
In der Halloween-Nacht 1974 verschwand die 17-jährige Laura Aime nach einer Party in Orem; ihre Leiche wurde am 27. November 1974 in einem Gebirge nahe Salt Lake City gefunden. Am 7. November 1974 wurde die 19-jährige Carol DaRonch in einem Einkaufszentrum in Murray von einem nicht uniformierten Mann angesprochen, der sich als „Officer Roseland“ von der örtlichen Polizei vorstellte. Er behauptete, DaRonchs Auto sei aufgebrochen worden, und bat sie, ihn auf die Wache zu begleiten. Nachdem er ihr eine Marke gezeigt hatte, stieg DaRonch in „Officer Roselands“ VW Käfer. Während der Fahrt versuchte der Mann ihr plötzlich Handschellen anzulegen und bedrohte sie mit einer Waffe. DaRonch gelang es jedoch, während der Fahrt aus dem Wagen zu springen, und sie erstattete bei der Polizei von Murray Anzeige. Noch am selben Tag verschwand Debra Kent, die wenige Meilen nördlich von Murray mit ihren Eltern eine Theateraufführung an der Viewmont Highschool in Bountiful besucht hatte und zuletzt während der Pause des Stücks auf dem Weg zum Schulparkplatz gesehen wurde. Eine 24-jährige Lehrerin berichtete der Polizei später, ihr sei ein gutaussehender Mann aufgefallen, der während der Aufführung hinter den Kents gesessen habe. Derselbe Mann habe sie vor Beginn des Stücks mehrmals angesprochen und versucht, sie unter einem Vorwand zum Parkplatz zu locken.

### Colorado-Morde
Die Krankenschwester Caryn Campbell, die mit ihrem Freund zum Skilaufen in Snowmass nahe Aspen war, verschwand am 12. Januar 1975. Zeugen hatten die junge Frau zuletzt allein auf dem Weg zu ihrem Hotelzimmer gesehen, wo sie jedoch nie ankam. Ihre gefrorene Leiche wurde im März 1975 an einer unbefestigten Straße nahe Snowmass Village gefunden. Die Leichenschau ergab ein tödliches Schädel-Hirn-Trauma durch stumpfe Gewalteinwirkung. Eine Vergewaltigung ließ sich weder bestätigen noch ausschließen.
Am 15. März 1975 verschwand die Skilehrerin Julie Cunningham in Vail spurlos. Die 25 Jahre alte Denise Oliverson wurde zuletzt am 6. April 1975 in Grand Junction lebend gesehen, als sie nach einem Besuch bei ihrem Freund mit dem Fahrrad nach Hause fuhr. Ihr Fahrrad wurde später unter einer Straßenüberführung gefunden, von Oliverson selbst fehlte jede Spur.

### Verhaftungen
In den frühen Morgenstunden des 16. August 1975 wurde Bundy in Granger, Utah, von einer Polizeistreife angehalten, da er mit seinem VW Käfer zu schnell gefahren war und mehrere Stoppschilder überfahren hatte. Bei der Inspizierung seines Wagens bemerkten die Polizisten, dass der Beifahrersitz auf der Rückbank lag. Außerdem entdeckten sie mehrere verdächtige Gegenstände wie eine Brechstange, einen Eispickel, Handschellen und eine Strumpfmaske, woraufhin ein Haftbefehl beantragt und Bundy am 21. August 1975 wegen des Besitzes von Einbruchswerkzeug festgenommen wurde. In den Tagen bis zu seiner Verhaftung war den Ermittlern der Verdacht gekommen, Bundy könne für die Entführung von Carol DaRonch am 7. November 1974 verantwortlich sein. Bei einer Gegenüberstellung am 2. Oktober 1975 erkannte DaRonch in Bundy den Mann, der sich als „Officer Roseland“ ausgegeben hatte. Bundy wurde daraufhin wegen Entführung sowie versuchten Mordes angeklagt und seine Kaution auf 100.000 US-Dollar festgesetzt. Die nächsten sieben Wochen verbrachte er im Gefängnis, bis seine Kaution auf 15.000 US-Dollar herabgesetzt wurde und von seinen Eltern gestellt werden konnte. Der Prozess begann am 23. Februar 1976 im Salt Lake City Courthouse und endete am 1. März 1976 mit einem Schuldspruch. Bundy wurde zu einer Gefängnisstrafe von bis zu 15 Jahren verurteilt, mit erstmaliger Bewährungsanhörung nach weniger als drei Jahren.

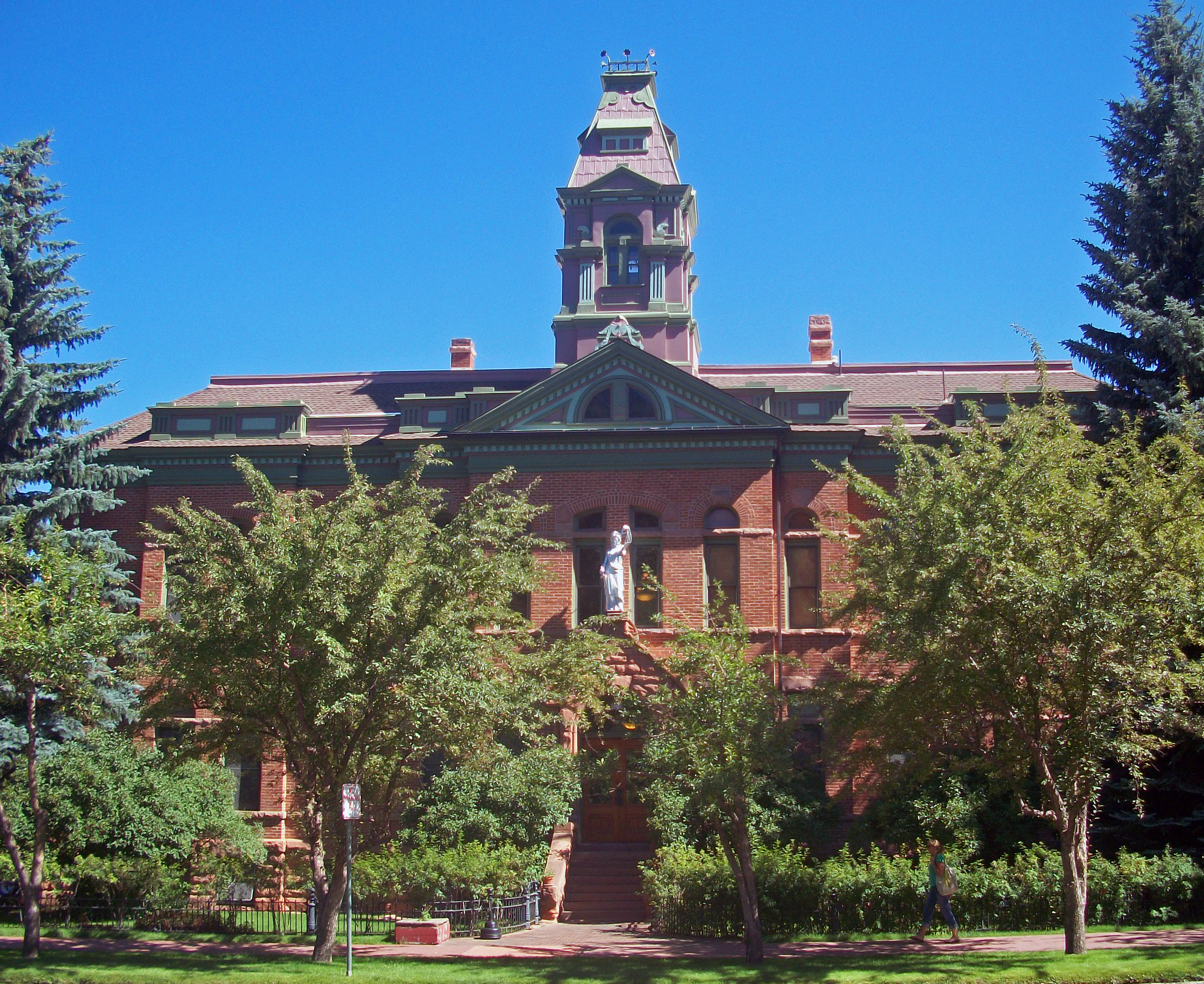
Durch einen Sprung aus einem der Fenster im ersten Stockwerk des Pitkin County Courthouse gelang Bundy am 7. Juni 1977 erstmals die Flucht.

Während Bundy seine Haftstrafe im Utah State Prison verbüßte, arbeiteten die Ermittler daran, ihm den Mord an Caryn Campbell in Colorado nachzuweisen. Bei der Durchsuchung seiner Wohnung hatte die Polizei eine Ski-Broschüre sichergestellt, in der das Wildwood Inn, in dem Campbell abgestiegen war, mit einem Kreuz markiert war. Außerdem belegte seine Kreditkartenabrechnung, dass er am 12. Januar 1975 – am Tag von Campbells Verschwinden – in Glenwood Springs, 40 Meilen nördlich von Aspen, getankt hatte. Im Kofferraum des VW Käfers fanden die Ermittler zudem ein Haar, das dieselbe Struktur aufwies wie Campbells Haare. Nachdem sich eine Zeugin gemeldet hatte, die Bundy im Wildwood Inn auf Krücken gesehen hatte, wurde Bundy im Oktober 1976 des Mordes an Caryn Campbell angeklagt und im Januar 1977 nach Colorado überstellt.
Bundy bestand darauf, sich selbst zu verteidigen. Aus diesem Grund wurde ihm bei einem Gerichtstermin am 7. Juni 1977 im Pitkin County Courthouse in Aspen gestattet, sich ohne Hand- und Fußfesseln zu bewegen und während einer Verhandlungspause die juristische Bibliothek des Gerichtsgebäudes aufzusuchen. Dort sprang er in einem unbeobachteten Moment aus einem Fenster im ersten Stockwerk und floh. Er hielt sich eine Woche lang in den Bergen versteckt, bevor er mit einem gestohlenen Auto in eine Polizeikontrolle geriet und wieder festgenommen wurde.
Im Dezember 1977 gelang ihm erneut die Flucht, diesmal aus dem Gefängnis in Glenwood Springs. Nach mindestens drei weiteren Morden in Florida, wo er unter anderem das Verbindungshaus der Sorority Chi Omega überfiel, wurde Bundy dann am 15. Februar 1978 erneut gefasst und nach einer Gerichtsverhandlung wegen dreifachen Mordes zum Tode verurteilt. Er wurde unter anderem durch zahnärztliche Gutachten zu Bissspuren an den Opfern überführt.

### Gefängnis und Hinrichtung
Während Bundy im Gefängnis auf die von seinen Anwälten immer wieder verzögerte Vollstreckung der Todesstrafe wartete, wurde er in einem weiteren Gerichtsverfahren nochmals zum Tode verurteilt. Am 9. Februar 1980 nutzten Bundy und Carol Ann Boone ihre gemeinsame Anwesenheit bei der Verhandlung seines letzten Mordes (an der 12-jährigen Kimberly Leach), um sich vor Gericht ein Eheversprechen zu geben. Da sie in Anwesenheit eines Gerichtes geschlossen war, war die Ehe gültig. Während seiner Haft wurde ihre gemeinsame Tochter Rose gezeugt, die im Oktober 1982 zur Welt kam. Kurz vor einem für Juli 1986 angesetzten Hinrichtungstermin besuchte ihn seine Frau noch mit der Tochter, verließ Bundy jedoch im selben Jahr (kurz vor dem nächsten Hinrichtungstermin, der wieder verschoben wurde) und kam nicht mehr zurück. Der vierte Hinrichtungstermin war für den 17. Januar 1989 angesetzt und wurde nur verschoben, weil Bundy jetzt endlich geständig war. Er teilte den Polizisten unter anderem mit, wo die Leichen von Donna Manson und Georgann Hawkins zu finden waren, die seit 1974 als vermisst galten. Dann versuchte er, die Hinrichtung unter dem Vorwand, weitere Geständnisse abzulegen, erneut hinauszuzögern. Außerdem gab er dem evangelikalen Psychologen James Dobson am Tag vor seiner Hinrichtung ein Fernsehinterview.
Bundy wurde am 24. Januar 1989 um 7:16 Uhr (EST) wegen dreifachen Mordes im Florida State Prison auf dem elektrischen Stuhl hingerichtet. Eine halbe Stunde nach seiner Hinrichtung verließ ein Wagen mit dem Leichnam Bundys das Gefängnis Richtung Krematorium. Dem Fahrzeug folgte eine johlende Menge.
Bundys Asche wurde seinem Wunsch entsprechend in den Bergen der Kaskadenkette im US-Bundesstaat Washington verstreut.

## Vorgehensweise Bundys
Mit seinem Aussehen und Charme und seiner Redegewandtheit oder auch einem Anschein von Autorität, indem er sich als Polizist ausgab, gelang es Bundy immer wieder, Frauen zu überreden, ihn an abgelegene Orte zu begleiten. Dort schlug oder würgte er seine Opfer in der Regel bis zur Bewusstlosigkeit, um sie anschließend zu vergewaltigen, zu erdrosseln oder zu erschlagen. Danach zerstückelte er die Leichen und transportierte sie über große Entfernungen, um Spuren zu verwischen. Häufig brachte er seine Opfer in einem VW Käfer zu dem Ort, an dem er sie tötete, wozu er den Beifahrersitz herausnahm, damit er seine Opfer besser transportieren konnte.

## Opfer
Die genaue Zahl seiner Opfer ist unbekannt. Offiziell gestand Bundy, 30 Morde begangen zu haben. Ihm werden bis zu 60 Morde angelastet. In mehreren Gesprächen mit dem FBI deutete er selber an, dass die Opferzahl deutlich höher sein könnte als bekannt. Robert Keppel, der die Ermittlungen in Washington geleitet hatte, war nach den zahlreichen Verhören von Bundy überzeugt, dass die Summe der Mordopfer weit darüber lag. Darüber hinaus fielen ihm mehrere Frauen zum Opfer, die ihm – wenn auch zum Teil schwer verletzt – entkommen konnten. Bei seinen Opfern handelte es sich fast ausschließlich um junge, attraktive Frauen, die ihr langes Haar in der Mitte gescheitelt trugen. Die sterblichen Überreste vieler Opfer, die Bundys Mordserie zugeschrieben werden, konnten nicht gefunden oder identifiziert werden. Zu seinen bekannten Mordopfern gehören:
| Name                   | Alter | Datum des Verschwindens bzw. Todesdatum | Ort des Verschwindens bzw. Tatort |
| ---------------------- | ----- | --------------------------------------- | --------------------------------- |
| Lynda Ann Healy        | 21    | 31. Januar 1974                         | Seattle, Washington               |
| Donna Gail Manson      | 19    | 12. März 1974                           | Olympia, Washington               |
| Susan Elaine Rancourt  | 18    | 17. April 1974                          | Ellensburg, Washington            |
| Roberta Kathleen Parks | 20    | 6. Mai 1974                             | Corvallis, Oregon                 |
| Brenda Carol Ball      | 22    | 1. Juni 1974                            | Burien, Washington                |
| Georgann Hawkins       | 18    | 11. Juni 1974                           | Seattle, Washington               |
| Janice Anne Ott        | 23    | 14. Juli 1974                           | Lake Sammamish, Washington        |
| Denise Marie Naslund   | 19    | 14. Juli 1974                           | Lake Sammamish, Washington        |
| Nancy Wilcox           | 16    | 2. Oktober 1974                         | Salt Lake City, Utah              |
| Melissa Anne Smith     | 17    | 18. Oktober 1974                        | Midvale, Utah                     |
| Laura Ann Aime         | 17    | 31. Oktober 1974                        | Orem, Utah                        |
| Debra Jean Kent        | 17    | 8. November 1974                        | Bountiful, Utah                   |
| Caryn Eileen Campbell  | 23    | 12. Januar 1975                         | Snowmass, Colorado                |
| Julie Cunningham       | 26    | 15. März 1975                           | Vail, Colorado                    |
| Denise Lynn Oliverson  | 25    | 6. April 1975                           | Grand Junction, Colorado          |
| Melanie Cooley         | 18    | 15. April 1975                          | Nederland, Colorado               |
| Lynette Culver         | 12    | Mai 1975                                | Pocatello, Idaho                  |
| Shelley Robertson      | 24    | 1. Juli 1975                            | Golden, Colorado                  |
| Lisa Levy              | 20    | 15. Januar 1978 (Todesdatum)            | Tallahassee, Florida (Tatort)     |
| Margaret Bowman        | 21    | 15. Januar 1978 (Todesdatum)            | Tallahassee, Florida (Tatort)     |
| Kimberly Leach         | 12    | 9. Februar 1978                         | Lake City, Florida                |

## Figur der medialen Rezeption
Bilder Ted Bundys wurden in der Popkultur als Inbegriff des Wahnsinns dargestellt. Dies teilt er mit weiteren Serienmördern, z. B. John Wayne Gacy oder Jeffrey Dahmer, sowie der breiten Öffentlichkeit bekannten Schwerverbrechern wie etwa Charles Manson.

## Rezeption

### Spielfilme
- 1986: Alptraum des Grauens (The Deliberate Stranger). Regie: Marvin J. Chomsky, Hauptrolle: Mark Harmon
- 2002: Ted Bundy. Regie: Matthew Bright, Hauptrolle: Michael Reilly Burke
- 2003: Ann Rule Presents: The Stranger Beside Me (The Stranger Beside Me). Regie: Paul Shapiro, Hauptrolle: Billy Campbell
- 2004: The Riverman. Regie: Bill Eagles, Cary Elwes in der Rolle Ted Bundys
- 2008: Bundy: An American Icon (Alternativtitel: Bundy: A Legacy of Evil). Regie: Michael Feifer, Hauptrolle: Corin Nemec
- 2019: Extremely Wicked, Shockingly Evil and Vile. Regie: Joe Berlinger, Hauptrolle: Zac Efron
- 2021: Ted Bundy: No Man of God (No Man of God). In der Rolle von Bundy: Luke Kirby, Regie: Amber Sealy
- 2021: American Boogeyman – Faszination des Bösen (Ted Bundy: American Boogeyman). Regie: Daniel Farrands, Hauptrolle: Chad Michael Murray

In der Handlung des US-amerikanischen Spielfilms Copykill von 1995 werden ebenfalls Bezüge zu Ted Bundy hergestellt.

### Dokumentarfilme
- 2006: Ted Bundy: Natural Porn Killer
- 2012: In His Own Words: The Ted Bundy Death Row Tapes
- 2015: The Hunt for Ted Bundy
- 2018: Der Killer mit dem Babyface: Ted Bundy
- 2019: Conversations With A Killer: The Ted Bundy Tapes (dt. Titel: Ted Bundy: Selbstporträt eines Serienmörders), Netflix-Original, 4-teilige Doku-Serie. Regie: Joe Berlinger.
- 2020: Ted Bundy: Falling for a Killer, Amazon Prime Video Dokumentar-Serie